# Chiesa della Madonna delle Grazie (Bedollo)
La chiesa della Madonna delle Grazie è la parrocchiale di Regnana, frazione di Bedollo in Trentino. Risale al XIX secolo.

## Storia

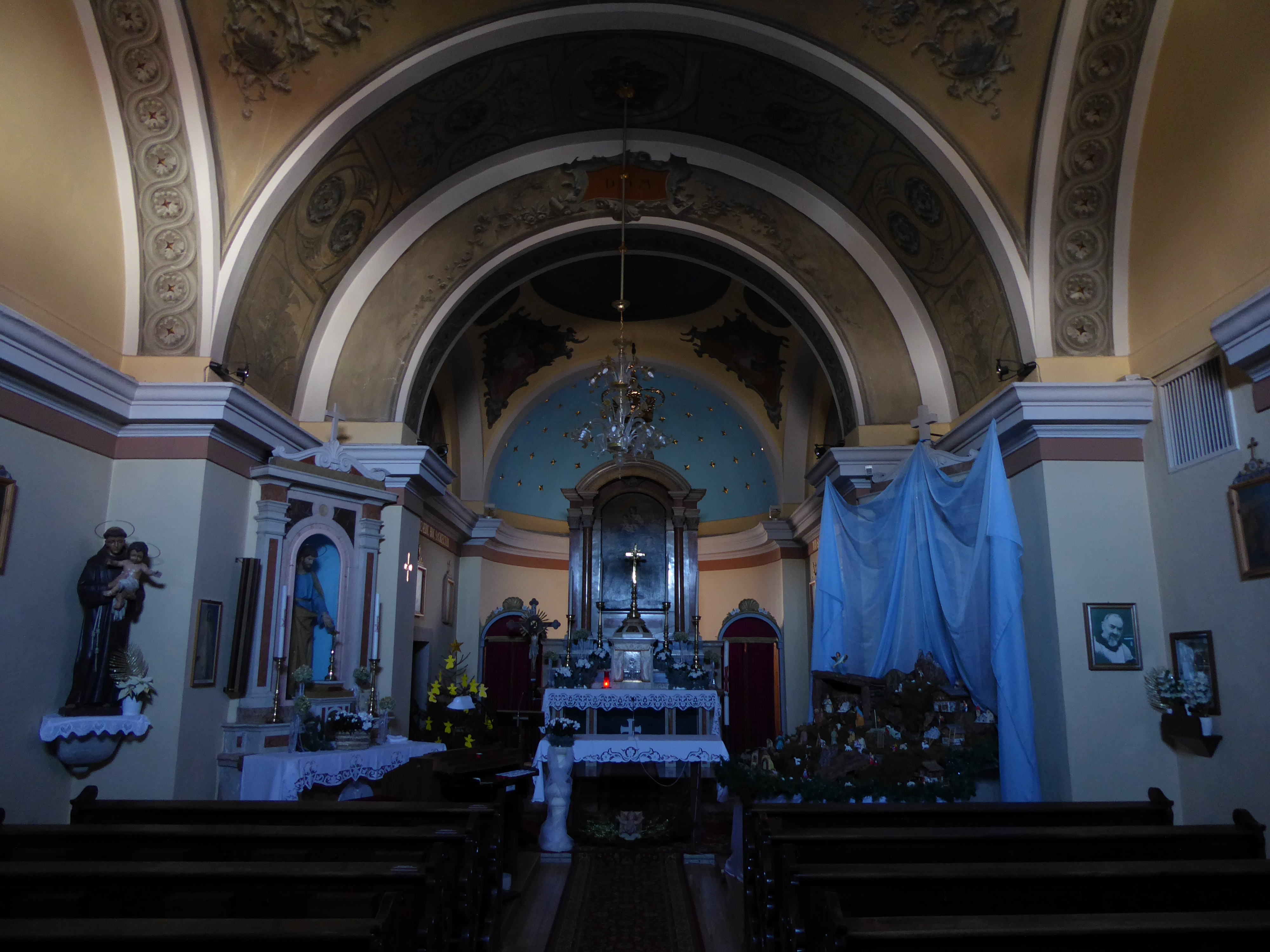
Interno

L'edificazione della chiesa di Regnana, in località Villa, risale alla prima metà del XIX secolo e la sua benedizione avvenne nel 1850.
La torre campanaria venne eretta solo dopo il 1894.
Ottenne dignità curiaziale nel 1910, legata alla pieve di Piné.
Venne poi elevata a dignità parrocchiale nel 1942.
Gli esterni e gli interni vennero decorati negli anni cinquanta e gli ultimi interventi programmati di restauro conservativo che hanno riguardato l'edificio si sono conclusi nel 2006, interessando la copertura del tetto e risanamenti alle strutture murarie.
Durante la tempesta Vaia, che ha interessato anche l'area di Regnana, la cupola in metallo della torre campanaria è stata danneggiata e una boccia che vi stava sovrapposta è caduta rivelando il suo contenuto, un documento che rimanda alla donazione di 300 fiorini da parte del figlio di Vittorio Emanuele II di Savoia, che si faceva chiamare conte di Mirafiori, per la costruzione del campanile.

## Descrizione
La chiesa è orientata verso sud. La facciata è a capanna, classicheggiante con un grande frontone triangolare.
È ornata da due grandi dipinti murali opera di Onke Perzolli e sopra il portale si trova un'artistica finestra a lunetta.
La torre campanaria ha una doppia cella sormontata da una cupola in metallo.
La navata è unica, con volta a vela.
Accanto alla chiesa si trova il piccolo camposanto.